# Voulgari
Voulgari (Grieks: Βούλγαρη) (Voulgarisstraat) is een metrostation in de Griekse stad Thessaloniki dat op 30 november 2024 werd geopend. Het station en de straat zijn genoemd naar de vroegere Griekse premier Dimitrios Voulgaris.

## Geschiedenis
Sinds de grote stadsbrand van 1917 waren er diverse voorstellen gedaan voor het aanleggen van een metronet in Thessaloniki die niet verder kwamen dan de tekentafel. In het gemeentelijke metro/sneltramproject uit de jaren 80 van de 20e eeuw waren tussen Papafi en Nea Elvetia twee takken opgenomen. Voulgari was ingetekend als het zuidelijkste station van de westtak. Het gemeentelijke project werd echter om financiële redenen in 1989 stilgelegd. 
De westtak en de tunnel onder de oude stad, die al in 1918 was voorgesteld, vormen de basis voor het tracé van lijn 1 dat in 2003 werd vastgelegd. In april 2006 werd gekozen voor een automatische metro naar het voorbeeld van de metro van Kopenhagen. Volgens het ontwerp zou die  in geboorde tunnels op ongeveer 9 meter diepte komen, archeologische vondsten leidden echter tot een wijziging van het ontwerp waarbij de tunnels ongeveer tussen de 14 en 31 meter diep kwamen te liggen. Voulgari werd ook onderdeel van dit project en de opening vond plaats op 30 november 2024. 

## Ligging en inrichting
Het station ligt ten zuiden van de naamgevende straat onder de K. N. Papadakistraat. De toegangen liggen aan de zuidkant van de Volgarisstraat op de hoeken van de kruising met de Papadakistraat. De westelijke toegang heeft twee roltrappen, de noordelijke heeft een lift, een roltrap en een vaste trap. De inrichting van de kuip is vrijwel identiek aan het Deense voorbeeld, met een lift en twee roltrapgroepen tussen de stationshal en het perron onderin de kuip. De tussenverdiepingen en de plafonds zijn afgewerkt met witte beplating, terwijl de wanden antracietkleurig zijn. Ten zuiden van het station buigen de geboorde tunnels af naar het oosten om vlak voor Nea Elvetia uit te komen op een kruiswissel. Ten noorden van het station rijden de metro's naar het centrum door een tunnel die vlak voor 25 Martiou invoegd op de tunnel uit Nomarchia. In de andere richting rijden de metro's onder de tunnels van/naar Nomarchia van 25 Martiou naar Voulgari.